# 株式会社東日本大震災事業者再生支援機構法
株式会社東日本大震災事業者再生支援機構法（かぶしきがいしゃひがしにほんだいしんさいじぎょうしゃさいせいしえんきこうほう、平成23年11月28日法律第113号）は、東日本大震災発生直後から既往債務が負担となり新規資金調達が困難になる、いわゆる二重ローン問題から主に中小企業を救済することに関する法律である。二重ローン救済法とも。
議員立法により発議され、2011年11月28日に公布された。

## 法案の内容
東日本大震災により多大な被害を受けた事業者の再生支援を目的とした「東日本大震災事業者再生支援機構」設立の根拠法。

## 法案成立までの経緯
2011年5月より野党4党（自民、公明、たちあがれ日本、新党改革）により議論開始。原案をもとに与野党共同政府案として提出を求めるも与党民主党との協議は決裂した。
しかし二重債務に苦しむ中小企業を早急に救済する必要があったため、野党7名による参院議員立法により法案を提出した。
| 議員名     | 所属政党       |
| ---------- | -------------- |
| 片山さつき | 自民党         |
| 岩城光英   | 自民党         |
| 山田俊男   | 自民党         |
| 西田実仁   | 公明党         |
| 渡辺孝男   | 公明党         |
| 片山虎之助 | たちあがれ日本 |
| 荒井広幸   | 新党改革       |

第177国会、7月に参議院東日本大震災復興特別委員会に付託、審議され修正案を議決、参院本会議へ送られた。本会議で採決が行われ、賛成129、反対109、民主党と国民新党のみが反対、他は全て賛成という結果だった。8月に衆議院に送られるが委員会にて継続審査、本会議では全会一致で継続審議となった。
続く第178国会においても継続審議となった。
10月、第179国会が開かれ、衆議院東日本大震災復興特別委員会へ付託、11月14日同特別委員会で修正案が議決、翌15日に衆議院本会議で修正案が採決され、起立多数で可決された。16日に参議院東日本大震災復興特別委員会へ付託、18日に修正案が可決され、21日の参議院本会議で賛成221、反対票11（みんなの党）、賛成多数で可決された。
2011年11月28日公布。